# مغز هسته زردآلو

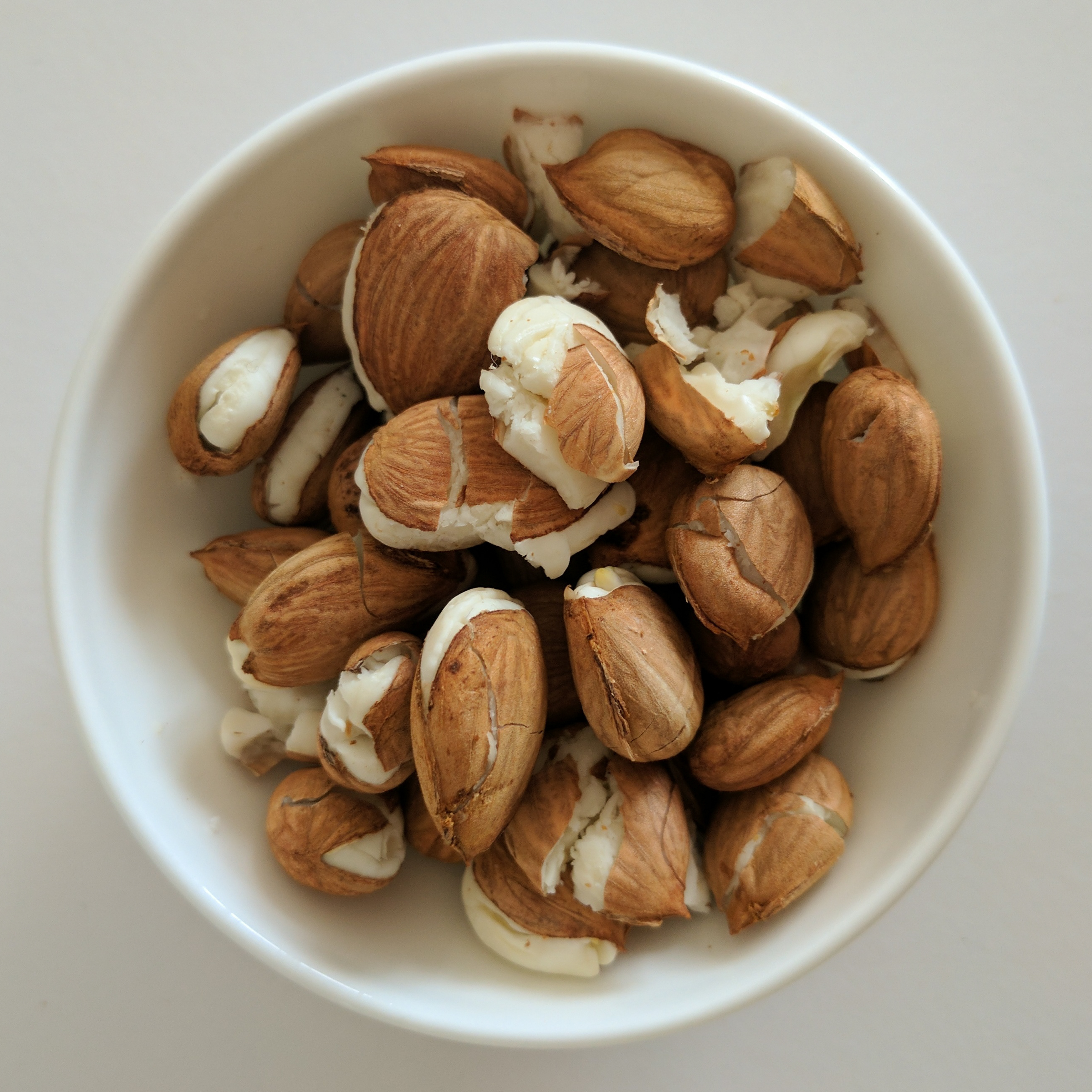
مغز هسته زردآلو

مغز هسته زردآلو (انگلیسی: Apricot kernel) همان دانه زردآلو است که در بخش درون‌بر میوه واقع شده‌است و پوسته سختی حول دانه شکل گرفته‌، که آنرا پیرن (pyrena) می‌نامند.
مغز زردآلو حاوی آمیگدالین، ترکیب شیمیایی سمی است که غلظت آن در گونه‌های کشاورزی متفاوت است.

## موارد استفاده
مغز هسته زرد آلو یک فرآورده فرعی قابل توجه اقتصادی از فرآوری این میوه است که روغن استخراج شده و کنجاله‌ای که بدست می‌آید، دارای ارزش است.